# Мохамед Трабелсі
Мохамед Трабелсі (фр. Mohamed Trabelsi, араб. محمد الطرابلسي, нар. 7 січня 1968) — туніський футболіст, що грав на позиції захисника. Відомий за виступами в клубах «Океан Керкенна» та «Клуб Африкен», а також національну збірну Тунісу. Володар Кубка арабських чемпіонів.

## Клубна кар'єра
Мохамед Трабелсі дебютуав у дорослому футболі 1989 року виступами за команду «Океан Керкенна», в якій грав до 1994 року. У 1996 році став гравцем клубу «Клуб Африкен», у перший сезон виступів у якому став у складі команди володарем Кубка арабських чемпіонів. У 1998 році у складі «Клуб Африкен» став володарем Кубка Тунісу. У цьому ж році завершив виступи на футбольних полях.

## Виступи за збірну
У 1993 році Мохамед Трабелсі дебютував у складі національної збірної Тунісу. У складі збірної був учасником Кубка африканських націй 1994 року у Тунісі. У складі збірної грав до кінця 1994 року, загалом провів у її формі 6 матчів, у яких забитими м'ячами не відзначився.

## Титули і досягнення
- Володар Кубка арабських чемпіонів: 1997
- Володар Кубка Тунісу: 1998